# George Kelly (beisebolista)
George Lange Kelly (10 de setembro de 1895 – 13 de outubro de 1984), apelidado de "Long George" e "High Pockets", foi um jogador profissional de beisebol da Major League Baseball (MLB) que atuou como primeira base. Jogou a maior parte de sua carreira na MLB pelo New York Giants (1915–1917, 1919–1926), mas também jogou pelo Pittsburgh Pirates (1917), Cincinnati Reds (1927–1930), Chicago Cubs (1930) e Brooklyn Dodgers (1932).
Kelly foi campeão da World Series duas vezes, em 1921 e 1922. Liderou a National League em home runs em 1921 e em RBIs duas vezes (1920 e 1924), e foi eleito para Baseball Hall of Fame em 1973. Entretanto, sua eleição foi cercada de controvérsia, pois muitos acreditam que ele não merece o reconhecimento e foi eleito pelo Veterans Committee porque este consistia de seus ex-companheiros de equipe.

## Vida pessoal
Nativo de São Francisco, Kelly permaneceu na Área da baía de São Francisco, vivendo em Millbrae, Califórnia após sua carreira como jogador. O irmão de Kelly, Ren Kelly, tio, Bill Lange e sobrinho Rich Chiles também jogaram na MLB.
Kelly sofreu um AVC em 5 de outubro de 1984 e morreu em 13 de outubro no Peninsula Hospital em Burlingame, Califórnia. Foi enterrado no Holy Cross Cemetery em Colma, Califórnia.